# جيمس بورتر
جيمس بورتر (بالإنجليزية: James Porter)‏ هو كاتب عدل ‏ ومحام بالقضاء العالي وسياسي أسترالي، ولد في 19 فبراير 1950 في أديلايد في أستراليا. حزبياً، نشط في الحزب الليبرالي الأسترالي. وقد انتخب عضو مجلس النواب الأسترالي عن دائرة باركر ‏ (13 ديسمبر 1975 – 19 فبراير 1990).